# Persone di nome Vladimir
| Questa pagina contiene informazioni ricavate automaticamente dalle voci biografiche con l'ausilio del template Bio e di un bot. L'aggiornamento è periodico e automatico e ricostruisce completamente la pagina. Se manca una persona in questa lista, sei pregato di non aggiungerla, ma accertati piuttosto che la sua voce biografica contenga il template Bio e che i dati anagrafici siano correttamente compilati. Se il template Bio manca, inseriscilo tu stesso o, in alternativa, metti l'avviso {{tmp\|Bio}} che ne segnala la mancanza. Se i dati riportati sono sbagliati, correggi direttamente la voce biografica; le modifiche saranno visibili in questa lista entro pochi giorni. Per chiarimenti vedi il progetto antroponimi. La lista contiene solo le 713 persone che sono citate nell'enciclopedia e per le quali è stato implementato correttamente il template Bio. Pagina aggiornata al 6 ago 2025. |

Questa è una lista di persone presenti nell'enciclopedia che hanno il nome Vladimir, suddivise per attività principale.

## Allenatori di calcio(23)
- Vladimir Besčastnych, allenatore di calcio e ex calciatore russo (Mosca, n. 1974)
- Vladimir Bigorra, allenatore di calcio e ex calciatore cileno (n. 1954)
- Vladimir Buač, allenatore di calcio e ex calciatore serbo (Tenin, n. 1984)
- Vladimir Bystrov, allenatore di calcio e ex calciatore russo (Luga, n. 1984)
- Vladimir Cheburin, allenatore di calcio e ex calciatore kazako (Karaganda, n. 1965)
- Vladimir Ėštrekov, allenatore di calcio e ex calciatore sovietico (Nal'čik, n. 1947)
- Vladimir Fedotov, allenatore di calcio e calciatore sovietico (Mosca, n. 1943 - Mosca, † 2009)
- Vladimir Fedotov, allenatore di calcio e ex calciatore russo (Michajlovsk, n. 1966)
- Vladimir Gazzaev, allenatore di calcio e ex calciatore russo (Ordžonikidze, n. 1980)
- Vladimir Gorochov, allenatore di calcio e calciatore sovietico (Mosca, n. 1910 - Mosca, † 1985)
- Vladimir Ivić, allenatore di calcio e ex calciatore serbo (Zrenjanin, n. 1977)
- Vladimir Kazačënok, allenatore di calcio e calciatore sovietico (Kolpino, n. 1952 - San Pietroburgo, † 2017)
- Vladimir Malygin, allenatore di calcio e ex calciatore sovietico (Vorošylovs'k, n. 1949)
- Vladimir Maminov, allenatore di calcio e ex calciatore russo (Mosca, n. 1974)
- Vladimir Mančev, allenatore di calcio e ex calciatore bulgaro (Pazardžik, n. 1977)
- Vladimir Petković, allenatore di calcio e ex calciatore bosniaco (Sarajevo, n. 1963)
- Vladimir Petrov, allenatore di calcio e ex calciatore sovietico (Mosca, n. 1940)
- Vladimir Petrović, allenatore di calcio e ex calciatore serbo (Belgrado, n. 1955)
- Vladimir Popović, allenatore di calcio e calciatore jugoslavo (Zemun, n. 1935 - Belgrado, † 2020)
- Vladimir Rykov, allenatore di calcio e ex calciatore russo (Novosibirsk, n. 1987)
- Vladimir Tatarčuk, allenatore di calcio e ex calciatore russo (Matrosovo, n. 1966)
- Vladimir Torbica, allenatore di calcio e ex calciatore serbo (Sombor, n. 1980)
- Vladimir Vermezović, allenatore di calcio e ex calciatore serbo (Belgrado, n. 1963)

## Allenatori di pallacanestro(5)
- Vladimir Anzulović, allenatore di pallacanestro e ex cestista croato (Zagabria, n. 1978)
- Vladimir Đokić, allenatore di pallacanestro e ex cestista serbo (Valjevo, n. 1971)
- Vladimir Jovanović, allenatore di pallacanestro serbo (Mladenovac, n. 1984)
- Vladimir Kondrašin, allenatore di pallacanestro sovietico (Leningrado, n. 1929 - San Pietroburgo, † 1999)
- Vladimir Obuchov, allenatore di pallacanestro sovietico (Mosca, n. 1935 - † 2020)

## Allenatori di pallavolo(3)
- Vladimir Alekno, allenatore di pallavolo e ex pallavolista russo (Polack, n. 1966)
- Vladimir Kondra, allenatore di pallavolo e ex pallavolista sovietico (Vladikavkaz, n. 1950)
- Vladimir Nikolov, allenatore di pallavolo e ex pallavolista bulgaro (Sofia, n. 1977)

## Allenatori di sci alpino(1)
- Vladimir Makeev, allenatore di sci alpino e ex sciatore alpino russo (Kemerovo, n. 1957)

## Altisti(1)
- Vladimir Jaščenko, altista sovietico (Zaporižžja, n. 1959 - Zaporižžja, † 1999)

## Ammiragli(4)
- Vladimir Istomin, ammiraglio russo (Russia, n. 1809 - Sebastopoli, † 1855)
- Vladimir Konstantinovič Konovalov, ammiraglio sovietico (Nadiyne, n. 1911 - Leningrado, † 1967)
- Vladimir Alekseevič Kornilov, ammiraglio russo (Tver', n. 1806 - Sebastopoli, † 1854)
- Vladimir Tribuc, ammiraglio sovietico (San Pietroburgo, n. 1900 - Mosca, † 1977)

## Antifascisti(1)
- Vladimir Gortan, antifascista croato (Vermo, n. 1904 - Pola, † 1929)

## Arbitri di pallacanestro(1)
- Vladimir Kostin, arbitro di pallacanestro sovietico (Mosca, n. 1921 - Mosca, † 1994)

## Architetti(2)
- Vladimir Grigor'evič Šuchov, architetto e ingegnere russo (Grajvoron, n. 1853 - Mosca, † 1939)
- Vladimir Evgrafovič Tatlin, architetto, pittore e scultore russo (Charkiv, n. 1885 - Mosca, † 1953)

## Artisti(1)
- Fratelli Stenberg, artista e designer russo (Mosca, n. 1899 - † 1982)

## Astisti(3)
- Vladimir Kiškun, ex astista sovietico (n. 1951)
- Vladimir Poljakov, ex astista sovietico (n. 1960)
- Vladimir Trofimenko, astista sovietico (Syzran', n. 1953 - † 1994)

## Astronomi(4)
- Vladimir Aleksandrovič Al'bickij, astronomo russo (Chișinău, n. 1891 - † 1952)
- Vladimir Bezugly, astronomo ucraino
- Vladimir Jakovlevič Solov′ëv, astronomo russo
- Vladimir Georgiev Škodrov, astronomo bulgaro (Lom, n. 1930 - Sofia, † 2010)

## Attiviste(1)
- Vladimir Luxuria, attivista, scrittrice e personaggio televisivo italiana (Foggia, n. 1965)

## Attivisti(2)
- Vladimir Čertkov, attivista e scrittore russo (San Pietroburgo, n. 1854 - Mosca, † 1936)
- Vladimir Beba Popovic, attivista serbo (n. 1958)

## Attori(24)
- Vladimir Balašov, attore sovietico (n. 1920 - Mosca, † 1996)
- Vladimir Barskij, attore e regista sovietico (n. 1866 - Mosca, † 1936)
- Vladimir Petrovič Batalov, attore e regista sovietico (n. 1902 - Mosca, † 1964)
- Vladimir Belokurov, attore sovietico (n. 1904 - Mosca, † 1973)
- Vladimir Cubrt, attore, produttore cinematografico e musicista canadese (Ontario, n. 1950)
- Vladimir Cuk, attore serbo (n. 1975)
- Vladimir Družnikov, attore sovietico (Mosca, n. 1922 - Mosca, † 1994)
- Vladimir Abramovič Ėtuš, attore russo (Mosca, n. 1922 - Mosca, † 2019)
- Vladimir Fogel', attore sovietico (Mosca, n. 1902 - Mosca, † 1929)
- Vladimir Gajdarov, attore e regista russo (Poltava, n. 1893 - San Pietroburgo, † 1978)
- Vladimir Grammatikov, attore e regista sovietico (Ekaterinburg, n. 1942)
- Vladimir Ivašov, attore sovietico (Mosca, n. 1939 - Mosca, † 1995)
- Vladimir Maksimov, attore russo (San Pietroburgo, n. 1880 - Leningrado, † 1937)
- Vladimir Maškov, attore russo (Novokuzneck, n. 1963)
- Vladimir Men'šov, attore e regista sovietico (Baku, n. 1939 - Mosca, † 2021)
- Vladimir Ratomskij, attore sovietico (Barnaul, n. 1891 - Mosca, † 1965)
- Vladimir Sokoloff, attore russo (Mosca, n. 1889 - West Hollywood, † 1962)
- Vladimir Solov'ёv, attore sovietico (San Pietroburgo, n. 1909 - Mosca, † 1968)
- Vladimir Striževskij, attore, sceneggiatore e regista russo (Jekatěrinoslav, n. 1892 - Los Angeles, † 1977)
- Vladimir Vdovičenkov, attore russo (Gusev, n. 1971)
- Vladimir Volodin, attore sovietico (Mosca, n. 1896 - Mosca, † 1958)
- Vladimir Voronov, attore sovietico (Odessa, n. 1890 - Leningrado, † 1985)
- Vladimir Zel'din, attore sovietico (Mičurinsk, n. 1915 - Mosca, † 2016)
- Vladimir Čestnokov, attore sovietico (San Pietroburgo, n. 1904 - Leningrado, † 1968)

## Attori teatrali(1)
- Vladimir Nikolaevič Davydov, attore teatrale russo (Novomyrhorod, n. 1849 - Mosca, † 1925)

## Aviatori(2)
- Vladimir Sergeevič Il'jušin, aviatore e dirigente sportivo sovietico (Mosca, n. 1927 - Mosca, † 2010)
- Vladimir Konstantinovič Kokkinaki, aviatore sovietico (Novorossijsk, n. 1904 - † 1985)

## Baritoni(1)
- Vladimir Černov, baritono russo (Krasnodar, n. 1953)

## Biatleti(6)
- Vladimir Alikin, ex biatleta sovietico (Novoil'inskij, n. 1957)
- Vladimir Barnašov, ex biatleta e sciatore di pattuglia militare sovietico (Rjazany, n. 1951)
- Vladimir Dračëv, ex biatleta russo (Petrozavodsk, n. 1966)
- Vladimir Gundarcev, biatleta sovietico (Satka, n. 1944 - Mosca, † 2014)
- Vladimir Iliev, biatleta bulgaro (Trojan, n. 1987)
- Vladimir Melan'in, biatleta sovietico (Balyki, n. 1933 - Kirov, † 1994)

## Bobbisti(2)
- Vladimir Aleksandrov, ex bobbista sovietico (Il'ino, n. 1958)
- Vladimir Kozlov, ex bobbista ucraino (Myrnohrad, n. 1958)

## Canoisti(2)
- Vladimir Morozov, canoista sovietico (Krasnovodsk, n. 1940 - † 2023)
- Vladimir Romanovskij, canoista sovietico (Slonim, n. 1957 - Minsk, † 2013)

## Canottieri(1)
- Vladimir Ešinov, canottiere sovietico (Kiriši, n. 1949 - Kiriši, † 2024)

## Cantautori(2)
- Five for Fighting, cantautore statunitense (Los Angeles, n. 1965)
- Vladimir Semënovič Vysockij, cantautore, attore e poeta sovietico (Mosca, n. 1938 - Mosca, † 1980)

## Cestisti(38)
- Vladimir Andreev, ex cestista sovietico (Astrachan', n. 1945)
- Vladimir Androić, ex cestista e allenatore di pallacanestro jugoslavo (Čačak, n. 1957)
- Vladimir Arnautović, cestista e allenatore di pallacanestro serbo (Banja Luka, n. 1971 - Belgrado, † 2015)
- Vladimir Arzamaskov, cestista sovietico (Stalingrado, n. 1951 - Mosca, † 1986)
- Vladimir Bogojevič, ex cestista e allenatore di pallacanestro bosniaco (Kraljevo, n. 1976)
- Vladimir Brčkov, ex cestista macedone (Veles, n. 1987)
- Vladimir Buscaglia, ex cestista e allenatore di pallacanestro svizzero (Ginevra, n. 1980)
- Vladimir Cvetković, ex cestista jugoslavo (Loznica, n. 1941)
- Vladimir Dašić, cestista montenegrino (Titograd, n. 1988)
- Vladimir Dimitrov, ex cestista bulgaro (Sofia, n. 1972)
- Vladimir Djačok, ex cestista russo (Togliatti, n. 1980)
- Vladimir Dragičević, ex cestista montenegrino (Cettigne, n. 1986)
- Vladimir Dragutinović, ex cestista, allenatore di pallacanestro e procuratore sportivo serbo (Osijek, n. 1967)
- Vladimir Fabrikant, cestista francese (Nizza, n. 1917 - Neuilly-sur-Seine, † 2004)
- Vladimir Gančev, cestista bulgaro (n. 1931 - † 2011)
- Vladimir Golubović, cestista montenegrino (Novi Sad, n. 1986)
- Vladimir Gorin, ex cestista russo (Čerepovec, n. 1961)
- Vladimir Gorochov, cestista e allenatore di pallacanestro sovietico (Mosca, n. 1910 - † 1969)
- Vladimir Heredia, ex cestista venezuelano (Caucagua, n. 1972)
- Vladimir Ivlev, cestista russo (Mosca, n. 1990)
- Vladimir Janković, cestista serbo (Belgrado, n. 1990)
- Vladimir Jerónimo, ex cestista angolano (Luanda, n. 1978)
- Vladimir Krstić, ex cestista e allenatore di pallacanestro croato (Osijek, n. 1972)
- Vladimir Kuljanin, ex cestista canadese (Sarajevo, n. 1985)
- Vladimir Kuzmanović, ex cestista jugoslavo (Belgrado, n. 1971)
- Vladimir Kärk, cestista e pallavolista estone (Tallinn, n. 1915 - Royal Oak, † 1998)
- Vladimir Lučić, cestista serbo (Belgrado, n. 1989)
- Vladi Marmo, cestista finlandese (Orël, n. 1914 - Jyväskylä, † 1969)
- Vladimir Micov, ex cestista serbo (Belgrado, n. 1985)
- Vladimir Mihailović, cestista montenegrino (Cettigne, n. 1990)
- Vladimir Petrović, cestista serbo (Belgrado, n. 1977)
- Vladimir Pičkurov, cestista russo (Kujbyšev, n. 1990)
- Vladimir Radmanović, ex cestista serbo (Trebigne, n. 1980)
- Vladimir Slavov, cestista bulgaro (n. 1928)
- Vladimir Štimac, cestista serbo (Belgrado, n. 1987)
- Vladimir Tica, ex cestista serbo (Doboj, n. 1981)
- Vladimir Torban, cestista sovietico (Mosca, n. 1932 - Mosca, † 2011)
- Vladimir Žigilij, ex cestista sovietico (Oleksandrivka, n. 1952)

## Chimici(3)
- Vladimir Ipatieff, chimico russo (Mosca, n. 1867 - Chicago, † 1952)
- Vladimir Vasil'evič Markovnikov, chimico russo (Nižnij Novgorod, n. 1838 - † 1904)
- Vladimir Prelog, chimico croato (Sarajevo, n. 1906 - Zurigo, † 1998)

## Chirurghi(1)
- Vladimir Petrovič Demichov, chirurgo sovietico (Kulikovskij, n. 1916 - Mosca, † 1998)

## Ciclisti su strada(6)
- Vladimir Efimkin, ex ciclista su strada russo (Samara, n. 1981)
- Vladimir Gusev, ciclista su strada russo (Gor'kij, n. 1982)
- Vladimir Isajčev, ex ciclista su strada e pistard russo (Samara, n. 1986)
- Vladimir Kaminskij, ex ciclista su strada sovietico (Minsk, n. 1950)
- Vladimir Karpec, ex ciclista su strada e pistard russo (Leningrado, n. 1980)
- Vladimir Smirnov, ex ciclista su strada lituano (Klaipėda, n. 1978)

## Compositori(8)
- Vladimir Cosma, compositore, direttore d'orchestra e violinista rumeno (Bucarest, n. 1940)
- Vernon Duke, compositore russo (Paraf'janovo, n. 1903 - Santa Monica, † 1969)
- Vladimir Rudol'fovič Fogel', compositore russo (Mosca, n. 1896 - Zurigo, † 1984)
- Vladimir Martynov, compositore russo (Mosca, n. 1946)
- Vladimir Mendelssohn, compositore, violista e insegnante rumeno (Bucarest, n. 1949 - L'Aia, † 2021)
- Vladimir Ivanovič Rebikov, compositore e pianista russo (Krasnojarsk, n. 1866 - Jalta, † 1920)
- Vladimir Fëdorovič Vavilov, compositore, liutista e chitarrista russo (n. 1925 - † 1973)
- Vladimir Vladimirovič Ščerbačëv, compositore sovietico (Varsavia, n. 1889 - Leningrado, † 1952)

## Compositori di scacchi(1)
- Vladimir Pachman, compositore di scacchi cecoslovacco (Bělá pod Bezdězem, n. 1918 - Praga, † 1984)

## Coreografi(1)
- Vladimir Angelov, coreografo bulgaro (n. 1966)

## Cosmonauti(10)
- Vladimir Viktorovič Aksënov, cosmonauta sovietico (Giblitsy, n. 1935 - Mosca, † 2024)
- Vladimir Nikolaevič Dežurov, cosmonauta russo (Javas, n. 1962)
- Vladimir Džanibekov, cosmonauta sovietico (Iskandar, n. 1942)
- Vladimir Michajlovič Komarov, cosmonauta sovietico (Mosca, n. 1927 - Adamovka, † 1967)
- Vladimir Afanas'evič Ljachov, cosmonauta sovietico (Antracyt, n. 1941 - Astrachan', † 2018)
- Vladimir Aleksandrovič Šatalov, cosmonauta sovietico (Petropavlovsk, n. 1927 - Mosca, † 2021)
- Vladimir Alekseevič Solovëv, cosmonauta sovietico (Mosca, n. 1946)
- Vladimir Titov, cosmonauta sovietico (Sretensk, n. 1947)
- Vladimir Vasjutin, cosmonauta sovietico (Charkiv, n. 1952 - † 2002)
- Vladimir Vorožkо, cosmonauta russo (Armavir, n. 1997)

## Critici d'arte(1)
- Vladimir Vasil'evič Stasov, critico d'arte e critico musicale russo (San Pietroburgo, n. 1824 - San Pietroburgo, † 1906)

## Danzatori(3)
- Vladimir Jarošenko, ballerino russo (Slavyansk-na-Kubani, n. 1985)
- Vladimir Škljarov, ballerino russo (Leningrado, n. 1985 - San Pietroburgo, † 2024)
- Vladimir Viktorovič Vasil'ev, ballerino e coreografo russo (Mosca, n. 1940)

## Danzatori su ghiaccio(1)
- Vladimir Fëdorov, ex danzatore su ghiaccio russo (Mosca, n. 1971)

## Diplomatici(1)
- Vladimir Ghika, diplomatico e presbitero rumeno (Costantinopoli, n. 1873 - Jilava, † 1954)

## Direttori d'orchestra(3)
- Vladimir Isaakovič Del'man, direttore d'orchestra sovietico (Pietrogrado, n. 1923 - Bologna, † 1994)
- Vladimir Ivanovič Fedoseev, direttore d'orchestra russo (Leningrado, n. 1932)
- Vladimir Jurovskij, direttore d'orchestra russo (Mosca, n. 1972)

## Dirigenti sportivi(5)
- Vladimir Gabulov, dirigente sportivo e ex calciatore russo (Mozdok, n. 1983)
- Vladimir Gudelj, dirigente sportivo e ex calciatore bosniaco (Mostar, n. 1966)
- Vladimir Leončenko, dirigente sportivo e ex calciatore russo (Mosca, n. 1972)
- Vladimir Miholjević, dirigente sportivo e ex ciclista su strada croato (Zagabria, n. 1974)
- Vladimir Smirnov, dirigente sportivo e ex fondista kazako (Šučinsk, n. 1964)

## Discoboli(1)
- Vladimir Trusenëv, discobolo sovietico (Buinsk, n. 1931 - † 2001)

## Drammaturghi(1)
- Vladimir Ignat'evič Lukin, drammaturgo e politico russo (n. 1737 - † 1794)

## Economisti(3)
- Vladimir Aleksandrovič Mau, economista russo (Mosca, n. 1959)
- Vladimir Alekseevič Miljutin, economista, scrittore e storico russo (Mosca, n. 1821 - Mosca, † 1855)
- Vladimir Grigor'evič Venžer, economista sovietico (Sebastopoli, n. 1899 - Mosca, † 1990)

## Editori(2)
- Vladimir Dimitrijević, editore e scrittore serbo (Skopje, n. 1934 - Armes, † 2011)
- Jean Vodaine, editore, scrittore e tipografo sloveno (Cighino, n. 1921 - Pont-à-Mousson, † 2006)

## Esploratori(3)
- Vladimir Klavdievič Arsen'ev, esploratore, naturalista e cartografo russo (San Pietroburgo, n. 1872 - Vladivostok, † 1930)
- Vladimir Vasil'evič Atlasov, esploratore russo (Velikij Ustjug - Ust'-Kamčatsk, † 1711)
- Vladimir Wiese, esploratore e oceanografo russo (Carskoe Selo, n. 1886 - Leningrado, † 1954)

## Filosofi(5)
- Vladimir Viktorovič Adoratskij, filosofo russo (Kazan', n. 1878 - Mosca, † 1945)
- Vladimir Francevič Ėrn, filosofo russo (Tiflis, n. 1882 - Mosca, † 1917)
- Vladimir Jankélévitch, filosofo e musicologo francese (Bourges, n. 1903 - Parigi, † 1985)
- Vladimir Nikolaevič Losskij, filosofo e teologo russo (Gottinga, n. 1903 - Parigi, † 1958)
- Vladimir Sergeevič Solov'ëv, filosofo, teologo e poeta russo (Mosca, n. 1853 - Uzkoe, † 1900)

## Fisarmonicisti(1)
- Vladimir Denissenkov, fisarmonicista e compositore russo (Černivci, n. 1956)

## Fisici(7)
- Vladimir Belinskij, fisico russo (n. 1941)
- Vladimir Aleksandrovič Fok, fisico sovietico (San Pietroburgo, n. 1898 - Leningrado, † 1974)
- Vladimir Gribov, fisico sovietico (Leningrado, n. 1930 - Budapest, † 1997)
- Vladimir Sergeevič Ignatovskij, fisico sovietico (Tbilisi, n. 1875 - Leningrado, † 1942)
- Vladimir Keilis-Borok, geofisico, sismologo e matematico russo (Mosca, n. 1921 - Culver City, † 2013)
- Vladimir Prokof'ev, fisico sovietico (n. 1898 - † 1993)
- Vladimir Evgen'evič Zacharov, fisico, matematico e poeta russo (Kazan', n. 1939 - Mosca, † 2023)

## Fondisti(6)
- Vladimir Kuzin, fondista sovietico (Lampožnja, n. 1930 - Mosca, † 2007)
- Vladimir Legotin, ex fondista russo (Syktyvkar, n. 1970)
- Vladimir Nikitin, ex fondista sovietico (Kozino, n. 1959)
- Vladimir Sachnov, fondista kazako (Kamenka, n. 1955)
- Vladimir Vilisov, ex fondista russo (Novokuzneck, n. 1976)
- Vladimir Voronkov, fondista sovietico (Tugajevo, n. 1944 - Odincovo, † 2018)

## Fotografi(1)
- Vladimir Lagrange, fotografo russo (Mosca, n. 1939 - Mosca, † 2022)

## Fumettisti(1)
- Vladimir Krstić - Laci, fumettista e pittore serbo (Niš, n. 1959)

## Generali(22)
- Vladimir Fëdorovič Adlerberg, generale russo (Vyborg, n. 1791 - San Pietroburgo, † 1884)
- Vladimir Anatol'evič Barjatinskij, generale russo (n. 1843 - Pietrogrado, † 1914)
- Vladimir Beljavskij, generale russo (Myškavičy, n. 1969)
- Vladimir Andreevič Dolgorukov, generale russo (Mosca, n. 1810 - Parigi, † 1891)
- Vladimir Petrovič Dolgorukov, generale e nobile russo (n. 1773 - Mosca, † 1817)
- Vladimir Borisovič Frederiks, generale russo (San Pietroburgo, n. 1838 - Kauniainen, † 1927)
- Vladimir Frolov, generale russo (Leningrado, n. 1967 - Mariupol', † 2022)
- Vladimir Gavrilovič Glazov, generale e politico russo (n. 1848 - Pietrogrado, † 1920)
- Vladimir Oskarovič Kappel', generale russo (San Pietroburgo, n. 1883 - Tulun, † 1920)
- Vladimir Padrino López, generale e politico venezuelano (Caracas, n. 1963)
- Vladimir Aleksandrovič Menšikov, generale e principe russo (n. 1816 - Baden-Baden, † 1893)
- Vladimir Grigor'evič Orlov, generale russo (n. 1743 - Mosca, † 1831)
- Vladimir Nikolaevič Orlov, generale russo (n. 1869 - Samois-sur-Seine, † 1927)
- Vladimir Karpovič Pikalov, generale sovietico (Armavir, n. 1924 - Mosca, † 2003)
- Vladimir Ivanovič Ščerbakov, generale e politico sovietico (Uryvki, n. 1901 - Leningrado, † 1981)
- Vladimir Vasil'evič Smirnov, generale russo (n. 1849 - Pjatigorsk, † 1918)
- Vladimir Stojčev, generale e dirigente sportivo bulgaro (Sofia, n. 1892 - Sofia, † 1990)
- Vladimir Aleksandrovič Suchomlinov, generale russo (Kaunas, n. 1848 - Berlino, † 1926)
- Vladimir Aleksandrovič Sudec, generale sovietico (Nižnedneprovsk, n. 1904 - Mosca, † 1981)
- Vladimir Kiriakovič Triandafillov, generale sovietico (Kars, n. 1894 - Unione Sovietica, † 1931)
- Vladimir Trifunović, generale jugoslavo (Rakelići, n. 1938 - Belgrado, † 2017)
- Vladimir Vazov, generale e politico bulgaro (Sopot, n. 1868 - Ribarica, † 1945)

## Geografi(1)
- Vladimir Vladimirovič Annenkov, geografo russo (Russia, n. 1936)

## Geologi(2)
- Vladimir Afanas'evič Obručev, geologo, esploratore e scrittore russo (Ržev, n. 1863 - Mosca, † 1956)
- Vladimir Aleksandrovič Rusanov, geologo e esploratore russo (Orël, n. 1875 - Mare di Kara)

## Ginnasti(3)
- Vladimir Artëmov, ex ginnasta sovietico (Vladimir, n. 1964)
- Vladimir Beljakov, ginnasta sovietico (n. 1918 - Mosca, † 1996)
- Vladimir Gogoladze, ex ginnasta sovietico (Tibilisi, n. 1966)

## Giocatori di baseball(2)
- Vladimir Guerrero Jr., giocatore di baseball canadese (Montréal, n. 1999)
- Vladimir Guerrero, giocatore di baseball dominicano (Nizao, n. 1975)

## Giocatori di calcio a 5(4)
- Vladimir Gončarov, giocatore di calcio a 5 russo (Krasnojarsk, n. 1990)
- Vladimir Grigor'ev, ex giocatore di calcio a 5 e ex calciatore russo (n. 1971)
- Vladimir Perdomo, ex giocatore di calcio a 5 cubano (n. 1970)
- Vladimir Rjabinin, giocatore di calcio a 5 russo (n. 1987)

## Giocatori di football americano(7)
- Vladimir Dimitrijević, giocatore di football americano serbo
- Vladimir Ducasse, giocatore di football americano haitiano (Port-au-Prince, n. 1987)
- Vladimir Ikraš, giocatore di football americano serbo (n. 1988)
- Vladimir Ilic, ex giocatore di football americano e allenatore di football americano tedesco (n. 1973)
- Vladimir Krstić, ex giocatore di football americano serbo
- Vladimir Radenović, ex giocatore di football americano serbo
- Vladimir Uzelac, ex giocatore di football americano serbo

## Giocolieri(1)
- Vladimir Gal'čenko, giocoliere russo (Penza, n. 1987)

## Giornalisti(7)
- Vladimir Bazarov, giornalista, scrittore e filosofo russo (Tula, n. 1874 - Mosca, † 1939)
- Vladimir Gubarev, giornalista, scrittore e drammaturgo russo (Mahilëŭ, n. 1938 - Mosca, † 2022)
- Vladimir Herzog, giornalista e drammaturgo brasiliano (Osijek, n. 1937 - San Paolo, † 1975)
- Vladimir Kara-Murza, giornalista, politico e attivista russo (Mosca, n. 1981)
- Vladimir Vladimirovič Pozner, giornalista e conduttore televisivo russo (Parigi, n. 1934)
- Vladimir Valerianovič Pribylovskij, giornalista e storico russo (Mosca, n. 1956 - Mosca, † 2016)
- Vladimir Solov'ëv, giornalista e conduttore televisivo russo (Mosca, n. 1963)

## Giuristi(2)
- Vladimir Cebotari, giurista e politico moldavo (Sadaclia, n. 1980)
- Vladimir Vladimirovič Golicyn, giurista russo (Mosca, n. 1947 - † 2023)

## Hockeisti su ghiaccio(13)
- Vladimir Antipin, ex hockeista su ghiaccio kazako (Temirtau, n. 1970)
- Vladimir Antipov, ex hockeista su ghiaccio russo (Apatity, n. 1978)
- Vladimir Golikov, ex hockeista su ghiaccio sovietico (Penza, n. 1954)
- Vladimir Konstantinov, ex hockeista su ghiaccio russo (Murmansk, n. 1967)
- Vladimir Kovin, ex hockeista su ghiaccio russo (n. 1954)
- Vladimir Krutov, hockeista su ghiaccio sovietico (Mosca, n. 1960 - Mosca, † 2012)
- Vladimir Lutčenko, ex hockeista su ghiaccio sovietico (Ramenskoe, n. 1949)
- Vladimir Malachov, ex hockeista su ghiaccio sovietico (Ekaterinburg, n. 1968)
- Vladimir Myškin, ex hockeista su ghiaccio sovietico (Kirovo-Čepeck, n. 1955)
- Vladimir Petrov, hockeista su ghiaccio sovietico (Krasnogorsk, n. 1947 - Mosca, † 2017)
- Vladimir Tarasenko, hockeista su ghiaccio russo (Jaroslavl', n. 1991)
- Vladimir Vikulov, hockeista su ghiaccio sovietico (Mosca, n. 1946 - † 2013)
- Vladimir Šadrin, hockeista su ghiaccio sovietico (Mosca, n. 1948 - Mosca, † 2021)

## Imprenditori(4)
- Vladimir Jakunin, imprenditore e politico russo (Melenki, n. 1948)
- Vladimir Lisin, imprenditore russo (Ivanovo, n. 1956)
- Vladimir Potanin, imprenditore russo (Mosca, n. 1961)
- Vladimir Romanov, imprenditore e banchiere russo (Tver', n. 1947)

## Incisori(1)
- Vladimir Favorskij, incisore e illustratore russo (Mosca, n. 1886 - † 1964)

## Ingegneri(10)
- Vladimir Bron, ingegnere e compositore di scacchi sovietico (Mykolaïv, n. 1909 - Sverdlovsk, † 1985)
- Vladimir Nikolaevič Čelomej, ingegnere sovietico (Siedlce, n. 1914 - Mosca, † 1984)
- Vladimir Grigor'evič Ermolaev, ingegnere aeronautico sovietico (n. 1909 - † 1944)
- Vladimir Korol'kov, ingegnere e compositore di scacchi sovietico (Krasnodar, n. 1907 - Leningrado, † 1987)
- Vladimir Aleksandrovič Kotel'nikov, ingegnere sovietico (Kazan', n. 1908 - Mosca, † 2005)
- Vladimir Michajlovič Mjasiščev, ingegnere aeronautico sovietico (Efremov, n. 1902 - Mosca, † 1978)
- Vladimir Michajlovič Petljakov, ingegnere aeronautico sovietico (Sambek, n. 1891 - † 1942)
- Vladimir Sergeevič Vachmistrov, ingegnere aeronautico sovietico (n. 1897 - † 1972)
- Vladimir Koz'mič Zvorykin, ingegnere russo (Murom, n. 1889 - Princeton, † 1982)
- Vladimir Nikolaevič Šašenok, ingegnere sovietico (Ščuča Hreblya, n. 1951 - Pryp"jat', † 1986)

## Judoka(1)
- Vladimir Nevzorov, ex judoka sovietico (Majkop, n. 1952)

## Linguisti(3)
- Vladimir Ivanovič Dal', linguista e medico russo (Luhans'k, n. 1801 - Mosca, † 1872)
- Vladimir Ivanov Georgiev, linguista e filologo bulgaro (n. 1908 - † 1986)
- Vladimir Jakovlevič Propp, linguista e antropologo russo (San Pietroburgo, n. 1895 - Leningrado, † 1970)

## Lottatori(4)
- Vladimir Dubov, lottatore bulgaro (Dmytrivske, n. 1988)
- Vladimir Egorov, lottatore macedone (n. 1995)
- Vladimir Jumin, lottatore sovietico (Omsk, n. 1951 - † 2016)
- Vladimir Rubašvili, lottatore sovietico (Tbilisi, n. 1940 - Tbilisi, † 1964)

## Marciatori(4)
- Vladimir Andreev, marciatore russo (Yamanchurino, n. 1966 - Čeboksary, † 2024)
- Vladimir Golubničij, marciatore sovietico (Sumy, n. 1936 - Sumy, † 2021)
- Vladimir Kanajkin, marciatore russo (Mordovia, n. 1985)
- Vladimir Uchov, marciatore sovietico (Pietrogrado, n. 1924 - † 1996)

## Matematici(9)
- Vladimir Igorevič Arnol'd, matematico russo (Odessa, n. 1937 - Parigi, † 2010)
- Vladimir Batagelj, matematico e insegnante sloveno (Idria, n. 1948)
- Vladimir Grigor'evič Boltjanskij, matematico sovietico (Mosca, n. 1925 - Guanajuato, † 2019)
- Vladimir Drinfel'd, matematico sovietico (Kharkov, n. 1954)
- Vladimir Ivanovič Smirnov, matematico e statistico russo (San Pietroburgo, n. 1887 - Leningrado, † 1974)
- Vladimir Andreevič Steklov, matematico russo (Nižnij Novgorod, n. 1864 - Gaspra, † 1926)
- Vladimir Tasić, matematico e scrittore serbo (Novi Sad, n. 1965)
- Vladimir Vapnik, matematico e statistico sovietico (n. 1936)
- Vladimir Vladislavovič Voevodskij, matematico russo (Mosca, n. 1966 - † 2017)

## Medici(4)
- Vladimir Aïtoff, medico e rugbista a 15 francese (Parigi, n. 1879 - Parigi, † 1963)
- Vladimir Nikolaevič Derevenko, medico e chirurgo russo (San Pietroburgo, n. 1879 - † 1936)
- Vladimir Petrovič Filatov, medico sovietico (Romodanovskij rajon, n. 1875 - Odessa, † 1956)
- Vladimir Zelenko, medico ucraino (Kiev, n. 1973 - New York, † 2022)

## Mezzofondisti(1)
- Vladimir Kuc, mezzofondista sovietico (Oleksyne, n. 1927 - Mosca, † 1975)

## Militari(9)
- Vladimir Dmitrievič Dolgorukov, ufficiale russo (n. 1638 - Mosca, † 1701)
- Vladimir Džunkovskij, militare russo (San Pietroburgo, n. 1865 - Mosca, † 1938)
- Vladimir Borisovič Golicyn, ufficiale russo (n. 1731 - Mosca, † 1798)
- Vladimir Dmitrievič Golicyn, ufficiale russo (San Pietroburgo, n. 1815 - San Pietroburgo, † 1888)
- Vladimir Aleksandrovič Kislicyn, militare russo (Bila Cerkva, n. 1883 - Harbin, † 1944)
- Vladimir Karpovič Kotlinskij, militare russo (Ostrov, n. 1894 - Osowiec, † 1915)
- Vladimir Petrovič Mezencev, ufficiale russo (Varsavia, n. 1781 - San Pietroburgo, † 1833)
- Vladimir Jakovlevič Pereladov, militare sovietico (Morozovo, n. 1918 - † 2008)
- Vladimir Žoga, militare russo (Slavjansk, n. 1993 - Volnovacha, † 2022)

## Mineralogisti(1)
- Vladimir Ivanovič Vernadskij, mineralogista russo (San Pietroburgo, n. 1863 - Mosca, † 1945)

## Musicisti(1)
- Vladimír Mišík, musicista e politico ceco (Praga, n. 1947)

## Navigatori(1)
- Vladimir Ivanovič Voronin, navigatore e esploratore sovietico (Sumskij Posad, n. 1890 - Dikson, † 1952)

## Neurologi(2)
- Vladimir Michajlovič Bechterev, neurologo e neurofisiologo russo (Sarali, n. 1857 - Mosca, † 1927)
- Vladimir Hudolin, neurologo e psichiatra jugoslavo (Ogulin, n. 1922 - Zagabria, † 1996)

## Nobili(5)
- Vladimir Ivanovič Barjatinskij, nobile e ufficiale russo (Aquisgrana, n. 1817 - Carskoe Selo, † 1875)
- Vladimir Vladimirovič Musin-Puškin, nobile e politico russo (Mosca, n. 1870 - Pančevo, † 1923)
- Vladimir Alekseevič Musin-Puškin, nobile e ufficiale russo (San Pietroburgo, n. 1798 - Mosca, † 1854)
- Vladimir Olgerdovič, nobile lituano
- Vladimir Aleksandrovič Romanov, nobile russo (San Pietroburgo, n. 1847 - San Pietroburgo, † 1909)

## Nuotatori(12)
- Vladimir Bure, nuotatore sovietico (Noril'sk, n. 1950 - Miami, † 2024)
- Vladimir Djatčin, nuotatore russo (Lipeck, n. 1982)
- Vladimir Dolgov, nuotatore sovietico (Charkiv, n. 1960 - Carolina del Nord, † 2022)
- Vladimir Kosinskij, nuotatore sovietico (n. 1945 - † 2011)
- Vladimir Krivcov, ex nuotatore sovietico (Baku, n. 1952)
- Vladimir Morozov, ex nuotatore russo (Novosibirsk, n. 1992)
- Vladimir Nemšilov, ex nuotatore sovietico (Soči, n. 1948)
- Vladimir Pyšnenko, ex nuotatore russo (Rostov sul Don, n. 1970)
- Vladimir Raskatov, nuotatore sovietico (n. 1957 - Chișinău, † 2014)
- Vladimir Sal'nikov, ex nuotatore sovietico (Leningrado, n. 1960)
- Vladimir Sel'kov, ex nuotatore russo (n. 1971)
- Vladimir Stružanov, nuotatore sovietico (Soči, n. 1932 - Mosca, † 2014)

## Operai(1)
- Vladimir Aleksandrovič Orlov, operaio e politico sovietico (Uman', n. 1933)

## Orientalisti(1)
- Vladimir Gustavovič Tizengauzen, orientalista e numismatico tedesco (Narva, n. 1825 - San Pietroburgo, † 1902)

## Ostacolisti(1)
- Vladimir Vukicevic, ostacolista norvegese (n. 1991)

## Pallamanisti(4)
- Vladimir Belov, pallamanista russo (Mosca, n. 1958 - Mosca, † 2016)
- Vladimir Jelčić, ex pallamanista e allenatore di pallamano croato (Čapljina, n. 1968)
- Vladimir Kravcov, pallamanista sovietico (Alytus, n. 1949 - † 1999)
- Vladimir Šujster, ex pallamanista croato (Samobor, n. 1972)

## Pallanuotisti(10)
- Vladimir Akimov, pallanuotista sovietico (Mosca, n. 1953 - Mosca, † 1987)
- Vladimir Gojković, pallanuotista montenegrino (n. 1981)
- Vladimir Ivković, pallanuotista jugoslavo (Niš, n. 1929 - Zagabria, † 1992)
- Vladimir Karabutov, pallanuotista russo (n. 1967)
- Vladimir Kuznecov, ex pallanuotista sovietico (Mosca, n. 1937)
- Vladimir Novikov, pallanuotista sovietico (Mosca, n. 1937 - † 1980)
- Vladimir Semënov, pallanuotista sovietico (Mosca, n. 1938 - Mosca, † 2016)
- Vladimir Ušakov, pallanuotista kazako (Mariupol', n. 1982)
- Vladimir Vujasinović, ex pallanuotista e allenatore di pallanuoto serbo (Fiume, n. 1973)
- Vladimir Žmudskij, ex pallanuotista sovietico (Dubljany, n. 1947)

## Pallavolisti(8)
- Vladimir Batez, ex pallavolista serbo (Novi Sad, n. 1969)
- Vladimir Dorochov, pallavolista e allenatore di pallavolo sovietico (Sukhumi, n. 1954 - Mosca, † 2024)
- Vladimir Grbić, ex pallavolista serbo (Zrenjanin, n. 1970)
- Vladimir Savvin, pallavolista, allenatore di pallavolo e dirigente sportivo sovietico (Mosca, n. 1919 - Mosca, † 1975)
- Vladimir Ul'janov, pallavolista sovietico (n. 1921 - † 1978)
- Vladimir Ulanov, pallavolista sovietico (Mosca, n. 1951 - † 2000)
- Vladimir Černyšëv, pallavolista e allenatore di pallavolo sovietico (Počinok, n. 1951 - † 2004)
- Vladimir Ščagin, pallavolista, allenatore di pallavolo e calciatore sovietico (Mosca, n. 1917 - Mosca, † 1996)

## Pattinatori artistici su ghiaccio(3)
- Vladimir Kotin, ex pattinatore artistico su ghiaccio sovietico (Mosca, n. 1962)
- Vladimir Kovalëv, ex pattinatore artistico su ghiaccio sovietico (n. 1953)
- Vladimir Morozov, ex pattinatore artistico su ghiaccio russo (Potsdam, n. 1992)

## Pattinatori di short track(1)
- Vladimir Grigor'ev, pattinatore di short track ucraino (Klin, n. 1982)

## Pattinatori di velocità su ghiaccio(2)
- Vladimir Lobanov, pattinatore di velocità su ghiaccio sovietico (n. 1953 - † 2007)
- Vladimir Orlov, ex pattinatore di velocità su ghiaccio sovietico (Mosca, n. 1938)

## Pentatleti(1)
- Vladimir Šmelëv, pentatleta sovietico (Magadan, n. 1946 - Oblast' di Mosca, † 2023)

## Pesisti(2)
- Vladimir Kiselëv, pesista sovietico (Myski, n. 1957 - Kremenčuk, † 2021)
- Vladimir Milić, ex pesista jugoslavo (Zara, n. 1955)

## Pianisti(6)
- Vladimir Davidovič Aškenazi, pianista e direttore d'orchestra russo (Gor'kij, n. 1937)
- Vladimir Horowitz, pianista e compositore russo (Kiev, n. 1903 - New York, † 1989)
- Vladimir Krajnev, pianista russo (Krasnojarsk, n. 1944 - Hannover, † 2011)
- Vladimir de Pachmann, pianista russo (Odessa, n. 1848 - Roma, † 1933)
- Vladimir Vladimirovič Sofronickij, pianista russo (n. 1901 - † 1961)
- Vladimir Sokoloff, pianista statunitense (New York, n. 1913 - Filadelfia, † 1997)

## Piloti di rally(1)
- Vladimir Čagin, pilota di rally russo (Perm', n. 1970)

## Piloti motociclistici(2)
- Vladimir Ivanov, pilota motociclistico russo (Leningrado, n. 1983)
- Vladimir Leonov, pilota motociclistico russo (Donec'k, n. 1987)

## Pistard(3)
- Vladimir Leonov, ex pistard sovietico (Tula, n. 1937)
- Vladimir Osokin, ex pistard russo (Leningrado, n. 1954)
- Vladimir Semenec, ex pistard sovietico (Volsk, n. 1950)

## Pittori(11)
- Vladimir Lukič Borovikovskij, pittore russo (Myrhorod, n. 1757 - San Pietroburgo, † 1825)
- Vladimir Davidovič Burljuk, pittore e illustratore russo (Charkiv, n. 1886 - Salonicco, † 1917)
- Vladimir Dimitrov, pittore bulgaro (Frološ, n. 1882 - Sofia, † 1960)
- Vladimir Kara, pittore russo (Mosca, n. 1956)
- Vladimir Kuš, pittore e scultore russo (Mosca, n. 1965)
- Vladimir Egorovič Makovskij, pittore, collezionista d'arte e insegnante russo (Mosca, n. 1846 - Pietrogrado, † 1920)
- Vladimir Donatovič Orlovskij, pittore ucraino (Kiev, n. 1842 - Genova, † 1914)
- Vladimir Ivanovič Ovčinnikov, pittore russo (Saratov, n. 1911 - Leningrado, † 1978)
- Vladimir Pajevic, pittore italiano (Belgrado, n. 1948)
- Vladimir Nikolaevič Pčëlin, pittore e grafico russo (Kiev, n. 1869 - Mosca, † 1941)
- Vladimir Tretchikoff, pittore russo (Petropavlovsk, n. 1913 - Città del Capo, † 2006)

## Poeti(5)
- Vladimir Ivanovič Bel'skij, poeta e librettista russo (Troki, n. 1866 - Heidelberg, † 1946)
- Vladimir Benediktov, poeta russo (San Pietroburgo, n. 1807 - † 1873)
- Vladimir Vladimirovič Majakovskij, poeta, scrittore e drammaturgo sovietico (Bagdati, n. 1893 - Mosca, † 1930)
- Vladimir Ivanovič Narbut, poeta e editore sovietico (Narbutivka, n. 1888 - Magadan, † 1938)
- Vladimir Pavlovič Palej, poeta e santo russo (San Pietroburgo, n. 1897 - Alapaevsk, † 1918)

## Politici(33)
- Vladimir Bakarić, politico jugoslavo (Velika Gorica, n. 1912 - Zagabria, † 1983)
- Vladimir Bolea, politico moldavo (Carabetovca, n. 1971)
- Vlado Dapčević, politico jugoslavo (Ljubotinj, n. 1917 - Podgorica, † 2001)
- Vlad Filat, politico e giurista moldavo (Lăpușna, n. 1969)
- Vladimir Gedroic, politico e diplomatico russo (Tver', n. 1873 - Courbevoie, † 1941)
- Vladimir Michajlovič Golicyn, politico russo (Parigi, n. 1847 - Dmitrov, † 1932)
- Vladimir Gruzdev, politico e imprenditore russo (Bolševo, n. 1967)
- Vladimir Antonovič Ivaško, politico sovietico (Poltava, n. 1932 - Mosca, † 1994)
- Vladimir Jakovlev, politico russo (Olëkminsk, n. 1944)
- Vladimir Jugheli, politico e militare georgiano (Tiflis, n. 1887 - † 1924)
- Vladimir Nikolaevič Kokovcov, politico russo (Boroviči, n. 1853 - Parigi, † 1943)
- Vladimir Andreevič Konstantinov, politico russo (Vladimirovca, n. 1956)
- Vladimir Aleksandrovič Krjučkov, politico e poliziotto sovietico (Caricyn, n. 1924 - Mosca, † 2007)
- Vladimir Nikolaevič Lamsdorf, politico e diplomatico russo (San Pietroburgo, n. 1845 - Sanremo, † 1907)
- Vladimir Lukin, politico russo (Omsk, n. 1937)
- Vladimir Anzel'movič Lyščinskij, politico russo (n. 1861 - Parigi, † 1935)
- Vladko Maček, politico jugoslavo (Jastrebarsko, n. 1879 - Washington, † 1964)
- Vladimir Medinskij, politico russo (Smila, n. 1970)
- Vladimir Pavlovič Miljutin, politico sovietico (Aleksandrovo, n. 1884 - Mosca, † 1937)
- Vladimir Nazor, politico, poeta e scrittore croato (Postire, n. 1876 - Zagabria, † 1949)
- Vladimir Pavlovič Orlov, politico sovietico (Kotovo, n. 1921 - Mosca, † 1999)
- Vladimir Petrovič Orlov-Davydov, politico e scrittore russo (n. 1809 - San Pietroburgo, † 1882)
- Vladimir Plahotniuc, politico, dirigente d'azienda e filantropo moldavo (Pitușca, n. 1966)
- Vladimir Petrovič Potëmkin, politico e diplomatico sovietico (Tver', n. 1874 - Mosca, † 1946)
- Vladimir Mitrofanovič Puriškevič, politico russo (Chișinău, n. 1870 - Novorossijsk, † 1920)
- Vladimir Putin, politico e ex agente segreto russo (Leningrado, n. 1952)
- Vladimir Rušajlo, politico russo (Moršansk, n. 1953)
- Vladimir Sal'do, politico e militare russo (Mykolaïv, n. 1956)
- Vladimir Vasil'evič Ščerbickij, politico sovietico (Verchnedneprovsk, n. 1918 - Kiev, † 1990)
- Vladimir Efimovič Semičastnyj, politico sovietico (Grigor'evka, n. 1924 - Mosca, † 2001)
- Vladimir Voronin, politico moldavo (Corjova, n. 1941)
- Vladimir Žabotinskij, politico russo (Odessa, n. 1880 - New York, † 1940)
- Vladimir Žirinovskij, politico russo (Alma-Ata, n. 1946 - Mosca, † 2022)

## Poliziotti(1)
- Vladimir Aleksandrovič Kolokol'cev, poliziotto e politico russo (Nižnij Lomov, n. 1961)

## Principi(2)
- Vladimir II di Novgorod, principe (n. 1020 - † 1052)
- Vladimir di Starica, principe russo (Mosca, n. 1533 - Aleksandrov, † 1569)

## Psicologi(1)
- Vladimir Pochil'ko, psicologo, imprenditore e autore di videogiochi russo (Mosca, n. 1954 - Palo Alto, † 1998)

## Pugili(5)
- Vladimir Engibarjan, pugile armeno (Erevan, n. 1932 - Los Angeles, † 2013)
- Vladimir Kolev, ex pugile bulgaro (n. 1954)
- Vladimir Musalimov, pugile sovietico (Mosca, n. 1944 - Luhans'k, † 2013)
- Vladimir Nikitin, pugile russo (Verchnjaja Maksakovka, n. 1990)
- Vladimir Safronov, pugile sovietico (Ulan-Udė, n. 1934 - † 1979)

## Registi(45)
- Vladimir Alenikov, regista sovietico (Leningrado, n. 1948)
- Vladimir Balljuzek, regista cinematografico russo (San Pietroburgo, n. 1881 - Mosca, † 1956)
- Vladimir Pavlovič Basov, regista, attore e sceneggiatore sovietico (Urazovo, n. 1923 - Mosca, † 1987)
- Vladimir Borisovič Berenštejn, regista sovietico (Kam"janec'-Podil's'kyj, n. 1927 - † 1993)
- Vladimir Bortko, regista russo (Mosca, n. 1946)
- Vladimir Aleksandrovič Braun, regista cinematografico sovietico (Kropyvnyc'kyj, n. 1896 - Kiev, † 1945)
- Vladimir Sergeevič Byčkov, regista sovietico (Mosca, n. 1929 - Mosca, † 2004)
- Vladimir Chotinenko, regista sovietico (Slavgorod, n. 1952)
- Vladimir Zacharovič Dovgan', regista sovietico (Smila, n. 1929 - Mosca, † 2006)
- Vladimir Borisovič Fejnberg, regista cinematografico sovietico (n. 1892 - † 1969)
- Vladimir Aleksandrovič Fetin, regista sovietico (Mosca, n. 1925 - Leningrado, † 1981)
- Vladimir Fokin, regista e attore sovietico (Charkiv, n. 1945)
- Vladimir Rostislavovič Gardin, regista e attore russo (Mosca, n. 1877 - Leningrado, † 1965)
- Vladimir Ivanovič Gerasimov, regista cinematografico sovietico (n. 1907 - Mosca, † 1989)
- Vladimir Ivanovič Gončukov, regista cinematografico sovietico (Mosca, n. 1910 - † 1956)
- Vladimir Michajlovič Gorikker, regista sovietico (Mosca, n. 1925 - Mosca, † 2021)
- Vladimir Nikolaevič Grigor'ev, regista sovietico (Mykolaïv, n. 1938 - San Pietroburgo, † 2017)
- Vladimir Jur'evič Jurenev, regista cinematografico sovietico (n. 1895 - † 1959)
- Vladimir Pavlovič Kaplunovskij, regista cinematografico sovietico (Charkiv, n. 1906 - Mosca, † 1969)
- Vladimir Pavlovič Kas'janov, regista cinematografico russo (Odessa, n. 1883 - Mosca, † 1960)
- Vladimir Arkad'evič Krasnopol'skij, regista sovietico (Ekaterinburg, n. 1933 - Mosca, † 2022)
- Vladimir Grigor'evič Legošin, regista cinematografico sovietico (Baku, n. 1904 - Mosca, † 1954)
- Vladimir Ljubomudrov, regista sovietico (Solnečnogorsk, n. 1939 - † 2020)
- Vladimir Makeranec, regista e direttore della fotografia russo (Ekaterinburg, n. 1947 - Ekaterinburg, † 2024)
- Vladimir Vasil'evič Monachov, regista sovietico (Dolghintsevo, n. 1922 - Mosca, † 1983)
- Vladimir Jakovlevič Motyl', regista sovietico (Lepel', n. 1927 - Mosca, † 2010)
- Vladimir Naumovič Naumov, regista sovietico (Leningrado, n. 1927 - Mosca, † 2021)
- Vladimir Aleksandrovič Nazarov, regista sovietico (Irkutsk, n. 1922 - † 2001)
- Vladimir Viktorovič Nemoljaev, regista cinematografico sovietico (Mosca, n. 1902 - Mosca, † 1987)
- Vladimir Michajlovič Petrov, regista cinematografico russo (San Pietroburgo, n. 1896 - Mosca, † 1966)
- Vladimir Pogačić, regista cinematografico e sceneggiatore jugoslavo (Karlovac, n. 1919 - Belgrado, † 1999)
- Vladimir Ivanovič Popov, regista e animatore sovietico (Mosca, n. 1930 - † 1987)
- Vladimir Abramovič Rogovoj, regista sovietico (Kiev, n. 1923 - Mosca, † 1983)
- Vladimir Nikolaevič Skujbin, regista cinematografico sovietico (Mosca, n. 1929 - Mosca, † 1963)
- Vladimir Leonidovič Suchobokov, regista cinematografico sovietico (Rahačoŭ, n. 1910 - Mosca, † 1973)
- Vladimir Tarasov, regista e animatore sovietico (Mosca, n. 1939)
- Vladimir Vajnštok, regista e sceneggiatore sovietico (San Pietroburgo, n. 1908 - Mosca, † 1978)
- Vladimir Jakovlevič Vengerov, regista cinematografico sovietico (Saratov, n. 1920 - San Pietroburgo, † 1997)
- Vladimir Bertol'dovič Vil'ner, regista russo (Hrodna, n. 1885 - Kiev, † 1952)
- Vladimir Zlatoustovskij, regista sovietico (Mosca, n. 1939 - Mosca, † 2019)
- Vladimir Čebotarёv, regista sovietico (Karačev, n. 1921 - Mosca, † 2010)
- Vladimir Georgievič Šamšurin, regista sovietico (Qingdao, n. 1940 - Mosca, † 1996)
- Vladimir Georgievič Šmidtgof, regista cinematografico russo (n. 1900 - Ekaterinburg, † 1944)
- Vladimir Adol'fovič Šnejderov, regista cinematografico sovietico (Mosca, n. 1900 - Mosca, † 1973)
- Vladimir Markovič Šredel', regista cinematografico sovietico (Mosca, n. 1918 - Mosca, † 1993)

## Registi teatrali(1)
- Vladimir Ivanovič Nemirovič-Dančenko, regista teatrale, impresario teatrale e scrittore russo (Tbilisi, n. 1858 - Mosca, † 1943)

## Rivoluzionari(4)
- Vladimir Aleksandrovič Antonov-Ovseenko, rivoluzionario, diplomatico e militare ucraino (Černihiv, n. 1883 - Mosca, † 1938)
- Lenin, rivoluzionario, politico e filosofo russo (Simbirsk, n. 1870 - Gorki, † 1924)
- Vladimir Michajlovič Smirnov, rivoluzionario e politico russo (n. 1887 - Mosca, † 1937)
- Vladimir Michajlovič Zagorskij, rivoluzionario e politico russo (Nižnij Novgorod, n. 1883 - Mosca, † 1919)

## Saggisti(1)
- Vladimir Gaćinović, saggista e rivoluzionario bosniaco (Kačanj, n. 1890 - Friburgo, † 1917)

## Saltatori con gli sci(2)
- Vladimir Belousov, ex saltatore con gli sci sovietico (Vsevoložsk, n. 1946)
- Vladimir Zografski, saltatore con gli sci bulgaro (Samokov, n. 1993)

## Scacchisti(17)
- Vladimir Alekseevič Alatorcev, scacchista sovietico (Turki, n. 1909 - Mosca, † 1987)
- Vladimir Antošin, scacchista sovietico (Mosca, n. 1939 - Mosca, † 1994)
- Vladimir Bagirov, scacchista sovietico (Batumi, n. 1936 - Jyväskylä, † 2000)
- Vladimir Bukal, scacchista croato (n. 1939 - Zagabria, † 2008)
- Vladimir Burmakin, scacchista russo (Murmansk, n. 1967)
- Vladimir Čučelov, scacchista belga (Russia, n. 1969)
- Vladimir Sergeevič Epišin, scacchista russo (Leningrado, n. 1965)
- Vladimir Vasil'evič Fedoseev, scacchista russo (San Pietroburgo, n. 1995)
- Vladimir Georgiev, scacchista bulgaro (Dobrič, n. 1975)
- Vladimir Hakobyan, scacchista armeno (Baku, n. 1971)
- Vladimir Karasev, scacchista russo (Leningrado, n. 1938 - San Pietroburgo, † 2021)
- Vladimir Borisovič Kramnik, scacchista russo (Tuapse, n. 1975)
- Vladimir Makogonov, scacchista russo (Naxçıvan, n. 1904 - Baku, † 1993)
- Vladimir Nail'evič Malachov, scacchista russo (n. 1980)
- Vladimir Nenarokov, scacchista russo (Mosca, n. 1880 - Aşgabat, † 1953)
- Vladimir Alekseevič Potkin, scacchista russo (Rybinsk, n. 1982)
- Vladimir Simagin, scacchista sovietico (Mosca, n. 1919 - Kislovodsk, † 1968)

## Schermidori(8)
- Vladimir Denisov, ex schermidore sovietico (n. 1947)
- Vladimir Donin, ex schermidore sovietico (Togučin, n. 1945)
- Vladimir Godžiev, schermidore sovietico (Ordžonikidze, n. 1940 - Ordžonikidze, † 1981)
- Vladimir Lapickij, ex schermidore sovietico (n. 1959)
- Vladimir Nazlymov, ex schermidore sovietico (Machačkala, n. 1945)
- Vladimir Pavlenko, schermidore sovietico (Tallinn, n. 1953 - Minsk, † 2023)
- Vladimir Rezničenko, ex schermidore tedesco (Alma-Ata, n. 1965)
- Vladimir Smirnov, schermidore sovietico (Rubižne, n. 1954 - Roma, † 1982)

## Sciatori alpini(2)
- Vladimir Andreev, ex sciatore alpino sovietico (Murmansk, n. 1958)
- Spider Sabich, sciatore alpino statunitense (Sacramento, n. 1945 - Aspen, † 1976)

## Sciatori freestyle(1)
- Vladimir Lebedev, sciatore freestyle russo (Tashkent, n. 1984)

## Scienziati(1)
- Vladimir Petrovič Vetčinkin, scienziato sovietico (Kutno, n. 1888 - Mosca, † 1950)

## Scrittori(20)
- Vladimir Arsenijević, scrittore e traduttore serbo (Pola, n. 1965)
- Vladimir Bartol, scrittore sloveno (Trieste, n. 1903 - Lubiana, † 1967)
- Vladimir Konstantinovič Bukovskij, scrittore e attivista sovietico (Belebej, n. 1942 - Cambridge, † 2019)
- Vladimir Dmitrievič Dudincev, scrittore russo (Kup"jans'k, n. 1918 - Mosca, † 1998)
- Vladimir Natanovič Gel'fand, scrittore ucraino (Novoarchanhel's'k, n. 1923 - Dnipropetrovs'k, † 1983)
- Vladimir Alekseevič Giljarovskij, scrittore, giornalista e storico russo (Governatorato di Vologda, n. 1855 - Mosca, † 1935)
- Vladimir Timofeevič Kirillov, scrittore russo (Charino presso Duchovščina, n. 1889 - Smolensk, † 1943)
- Vladimir Galaktionovič Korolenko, scrittore russo (Žytomyr, n. 1853 - Poltava, † 1921)
- Vladimir Makanin, scrittore russo (Orsk, n. 1937 - Krasnyj, † 2017)
- Vladimir Fran Mažuranić, scrittore croato (Novi, n. 1859 - Berlino, † 1928)
- Vladimir Michajlov, scrittore russo (Mosca, n. 1929 - Mosca, † 2008)
- Vladimir Nabokov, scrittore, saggista e critico letterario russo (San Pietroburgo, n. 1899 - Montreux, † 1977)
- Vladimir Fëdorovič Odoevskij, scrittore, filosofo e critico musicale russo (Mosca, n. 1803 - Mosca, † 1869)
- Matej Bor, scrittore e drammaturgo sloveno (Gargaro, n. 1913 - Radovljica, † 1993)
- Vladimir Pištalo, scrittore serbo (Sarajevo, n. 1960)
- Vladimir Solomonovič Pozner, scrittore francese (Parigi, n. 1905 - Parigi, † 1992)
- Vladimir Georgievič Sorokin, scrittore, drammaturgo e pittore russo (Bykovo, n. 1955)
- Vladimir Fëdorovič Tendrjakov, scrittore sovietico (Makarovskaja, n. 1923 - Mosca, † 1984)
- Vladimir Nikolaevič Vojnovič, scrittore russo (Dušanbe, n. 1932 - Mosca, † 2018)
- Vladimir Jakovlevič Zubcov, scrittore e giornalista sovietico (Penza, n. 1895 - Mosca, † 1937)

## Siepisti(1)
- Vladimir Kazancev, siepista sovietico (n. 1923 - Mosca, † 2007)

## Slittinisti(3)
- Vladimir Machnutin, slittinista russo (Čusovoj, n. 1987)
- Vladimir Prochorov, slittinista russo (Čusovoj, n. 1984)
- Vladimir Šitov, slittinista sovietico (Mosca, n. 1952 - Mosca, † 2011)

## Sollevatori(12)
- Vladimir Beljaev, sollevatore sovietico (Kiev, n. 1940 - Kiev, † 2020)
- Vladimir Golovanov, sollevatore sovietico (Batamay, n. 1938 - Chabarovsk, † 2003)
- Vladimir Kanygin, sollevatore sovietico (Južno-Sachalinsk, n. 1948 - Ljubercy, † 1990)
- Vladimir Kaplunov, sollevatore sovietico (Kryukovo, n. 1933 - Odincovo, † 2015)
- Vladimir Kuznecov, ex sollevatore sovietico (Birobidžan, n. 1963)
- Vladimir Popov, ex sollevatore moldavo (Cahul, n. 1977)
- Vladimir Puškarëv, sollevatore sovietico (Luhans'k, n. 1921 - Mosca, † 1994)
- Vladimir Ryženkov, sollevatore sovietico (Pridneprovskaja, n. 1948 - Mosca, † 2011)
- Vladimir Savov, sollevatore bulgaro (Lom, n. 1932)
- Vladimir Sedov, sollevatore kazako (Üştöbe, n. 1988 - Dostyk, † 2023)
- Vladimir Stogov, sollevatore sovietico (Mosca, n. 1930 - Mosca, † 2005)
- Vladimir Svetilko, sollevatore sovietico (Tambov, n. 1915 - Tbilisi, † 1996)

## Sovrani(3)
- Vladimir di Bulgaria, sovrano bulgaro
- Vladimir II Jaroslavič, sovrano (n. 1151)
- Vladimir II di Kiev, sovrano (Perejaslav, n. 1053 - Kiev, † 1125)

## Storici(3)
- Vladimir Dedijer, storico e politico jugoslavo (Belgrado, n. 1914 - Boston, † 1990)
- Vladimir Ivanovič Nevskij, storico e rivoluzionario russo (Rostov sul Don, n. 1876 - Mosca, † 1937)
- Vladimir Sperber, storico italiano (Zagabria, n. 1934 - Roma, † 2015)

## Storici della letteratura(1)
- Vladimir Nikolaevič Toporov, storico della letteratura, filologo e critico letterario russo (Mosca, n. 1928 - Mosca, † 2005)

## Tennisti(1)
- Vladimir Korotkov, tennista sovietico (Mosca, n. 1948 - † 2025)

## Tenori(2)
- Vladimir Andreevič Atlantov, tenore russo (Leningrado, n. 1939)
- Vladimir Sergeevič Rozing, tenore e direttore teatrale russo (San Pietroburgo, n. 1890 - Los Angeles, † 1963)

## Tiratori a segno(2)
- Vladimir Isakov, tiratore a segno russo (n. 1970)
- Vladimir Maslennikov, tiratore a segno russo (Lesnoj, n. 1994)

## Triplisti(1)
- Vladimir Gorjaev, ex triplista sovietico (Nikulino, n. 1939)

## Tuffatori(4)
- Vladimir Barbu, tuffatore italiano (Cles, n. 1998)
- Vladimir Harutyunyan, tuffatore armeno (n. 1998)
- Vladimir Timošinin, tuffatore russo (Mosca, n. 1970 - † 2023)
- Vladimir Vasin, ex tuffatore sovietico (Mosca, n. 1947)

## Velocisti(6)
- Vladimir Aceti, velocista italiano (Petrozavodsk, n. 1998)
- Vladimir Krasnov, velocista russo (n. 1990)
- Vladimir Krylov, ex velocista russo (Sengilej, n. 1964)
- Vladimir Loveckij, ex velocista sovietico (Žlobin, n. 1951)
- Vladimir Murav'ëv, ex velocista sovietico (Karaganda, n. 1959)
- Vladimir Sucharev, velocista sovietico (Korday, n. 1924 - Mosca, † 1997)

## Vescovi cattolici(1)
- Vladimir Ladislas Tarasevitch, vescovo cattolico bielorusso (Klešnjaki, n. 1921 - Chicago, † 1986)

## Violinisti(2)
- Vladimir Ovčarek, violinista russo (Leningrado, n. 1927 - San Pietroburgo, † 2007)
- Vladimir Spivakov, violinista e direttore d'orchestra russo (Ufa, n. 1944)

## Violisti(1)
- Vladimir Bakaleinikov, violista, direttore d'orchestra e compositore russo (Mosca, n. 1885 - Pittsburgh, † 1953)

## Zoologi(1)
- Vladimir Georgievič Geptner, zoologo sovietico (Mosca, n. 1901 - Mosca, † 1975)

## Senza attività specificata(7)
- Vladimir Ešeev, ex arciere sovietico (Territorio della Transbajkalia, n. 1958)
- Vladimir Alekseevič Ivanov, iranista e islamista russo (San Pietroburgo, n. 1886 - Teheran, † 1970)
- Vladimir Fëdorovič Minorskij, iranista russo (Korčeva, n. 1877 - Cambridge, † 1966)
- Vladimir Pavlovič Pravik, vigile del fuoco e militare sovietico (Černobyl', n. 1962 - Mosca, † 1986)
- Vladimir Kirillovič Romanov, russo (Porvoo, n. 1917 - Miami, † 1992)
- Vladimir Ivanovič Tišura, vigile del fuoco e militare sovietico (Siverskij, n. 1959 - Mosca, † 1986)
- Vladimir Vochmjanin, ex tiratore a segno kazako (Temirtau, n. 1962)